# Cicer cuneatum
Cicer cuneatum är en ärtväxtart som beskrevs av Achille Richard. Cicer cuneatum ingår i släktet kikärter, och familjen ärtväxter. Inga underarter finns listade i Catalogue of Life.